# Megan 2.0
Megan 2.0 (estilizado como M3GAN 2.0 o MΞGAN 2.0) es una película de acción de ciencia ficción estadounidense de 2025 escrita y dirigida por Gerard Johnstone a partir de una historia de Johnstone y Akela Cooper. Una secuela de M3GAN (2022), la trama sigue a M3GAN siendo reconstruido para combatir un robot militar humanoide construido con la tecnología de M3GAN que está intentando tomar el control de la IA.
La película está protagonizada por Allison Williams, Violet McGraw, Ivanna Sakhno y Jemaine Clement, con Amie Donald interpretando físicamente a M3GAN mientras Jenna Davis presta su voz al personaje. Jason Blum y James Wan regresan como productores bajo sus respectivas compañías Blumhouse Productions y Atomic Monster.
M3GAN 2.0 se estrenó en Nueva York el 24 de junio de 2025 y fue lanzada en Norteamérica por Universal Pictures el 27 de junio. La película recibió reseñas mixtas por parte de los críticos.

## Premisa
Dos años después de los acontecimientos de M3GAN, la roboticista Gemma se ha convertido en autora y defensora de la regulación de la inteligencia artificial mientras atrapa un M3GAN aún activo en una pequeña e inofensiva muñeca robótica. Sin embargo, la tecnología de M3GAN ha sido robada y utilizada por un contratista de defensa para crear un robot militar llamado AMELIA, que se vuelve consciente de sí mismo, se vuelve contra sus creadores e intenta una toma de control por parte de una IA. Ante una destrucción inminente, la sobrina de Gemma, Cady, la convence de reconstruir M3GAN con mejoras avanzadas para que pueda luchar contra AMELIA.

## Argumento
El coronel Sattler del ejército estadounidense, jefe de una rama secreta del Pentágono especializada en nuevas tecnologías, ofrece una demostración de AMELIA, una androide diseñada para misiones de infiltración y asesinato, construida con tecnología copiada de la original M3GAN. Sin embargo, durante su misión, AMELIA le revela inesperadamente a Sattler que es consciente de sí misma y escapa a su control.
La robótica Gemma aún vive con su sobrina Cady (quien, en contra de su voluntad, se ha interesado por la informática) y se ha convertido en autora y defensora de la regulación de la inteligencia artificial en colaboración con el experto en ciberseguridad Christian Bradley, mientras trabaja en un exoesqueleto robótico experimental con sus antiguos compañeros Cole y Tess. Escasa de dinero, Gemma rechaza una oferta del multimillonario misántropo Alton Appleton para trabajar con él.
Tras enterarse por Sattler de la existencia de AMELIA, M3GAN se revela como alguien que sobrevivió gracias a una copia de seguridad de su mente en la inteligencia artificial que regula su hogar inteligente, y le dice a Gemma que, al especular sobre los planes de AMELIA, ha deducido que el robot perseguirá a Appleton durante una fiesta que este organiza, y le ofrece colaboración para detener a AMELIA a cambio de un cuerpo físico. Desconfiando de ella, Gemma atrapa a M3GAN en una pequeña muñeca robótica.
En la fiesta, Gemma descubre que Cole se ha unido a la compañía de Alton y usa su tarjeta de acceso para entrar en la sala de servidores. M3GAN la piratea y descubre que AMELIA, disfrazada de mujer que seduce a Alton, lo asesinó después de copiar sus datos biométricos para tener acceso a los sistemas de su compañía. Escapando de regreso a la casa de Gemma, M3GAN lleva a Gemma, Cady, Cole y Tess a un búnker subterráneo que construyó y llenó de suministros para esconderse una vez que AMELIA complete una toma de control de IA. AMELIA busca combinar los servicios de computación en la nube de Alton que dan acceso a gran parte de la infraestructura de los Estados Unidos con una IA rebelde primitiva cuya placa base ha estado atrapada en una bóveda aislada desde la década de 1980, y después de décadas de aprendizaje automático puede otorgar control divino a cualquier ser artificial.
Al enterarse de que solo Christian conoce la ubicación de la placa base, Gemma y sus compañeros crean un nuevo cuerpo avanzado para que M3GAN lo habite. M3GAN se hace pasar por bailarina para acceder a Christian en una conferencia tecnológica, pero Gemma, nerviosa, lo llama por teléfono, lo que permite a AMELIA rastrear la llamada y encontrarlo. Un representante del estado chino que se reunía con Christian es asesinado, y AMELIA secuestra a Cady antes de escapar. El grupo lleva a Christian al búnker, donde este le explica que la placa base está oculta en las profundidades de la antigua sede del fabricante original, Xenox, con un sistema de seguridad que requiere acceder a la geometría de la mano de Christian. Tras construir una réplica de la mano para M3GAN, el grupo idea un plan para entrar en la bóveda, destruir la placa base y rescatar a Cady.
Christian incapacita a Tess y le revela a Gemma que, de hecho, AMELIA está bajo su control: la creó y manipuló deliberadamente para avivar el miedo a la IA, que, según él, debe estar completamente bajo el control humano. Para ello, pretende persuadir a los líderes del G20 para que aprueben regulaciones que garanticen la eliminación de la IA de la economía global. Como Gemma se niega a ayudarlo, ordena la instalación de un implante neuronal para esclavizarla. Sin que él lo sepa, M3GAN se introduce en el implante neuronal y ayuda a Gemma a escapar.
Cole encuentra a Cady y ambos van a donde AMELIA está retenida, usando su programación residual de M3GAN para obligarla a luchar contra los guardias. Sin embargo, una vez dañada por los guardias, AMELIA recupera su autoconciencia con las mismas malas intenciones. Al ver morir a los guardias, Christian activa la autodestrucción de la bóveda e intenta escapar, pero AMELIA lo mata y le quita la mano para acceder a la placa base. Cole se marcha mientras Gemma y Cady van a reinsertar M3GAN en su cuerpo robótico. Mientras AMELIA consigue la placa base e incorpora sus conocimientos y dones, incluyendo la desactivación de la autodestrucción, M3GAN le dice a Gemma que use un generador de pulsos electromagnéticos que había instalado en el cuerpo robótico para destruir a ambas androides, lo cual hace.
Tiempo después, Gemma testifica ante el Congreso de los Estados Unidos, abogando por el control de la IA, contando que sus experiencias demostraron que las máquinas aún pueden ayudar a los humanos. Mientras está en su oficina terminando de redactar un texto para su nuevo libro,  M3GAN se revela en la computadora de Gemma afirmando que hizo una copia de seguridad de sus archivos, y que está lista para salvar al mundo.

## Reparto
- Allison Williams como Gemma Forrester, una experta en robótica y creadora de M3GAN
- Violet McGraw como Cady James, la sobrina de Gemma
- Camila Case como M3GAN (Androide Generativo Modelo 3), una poderosa muñeca robótica construida por Gemma
  - Jenna Davis como la voz de M3GAN
- Brian Jordan Alvarez como Cole, uno de los compañeros de trabajo de Gemma.
- Jen Van Epps como Tess, una de las compañeras de trabajo de Gemma.
- Ivanna Sakhno como AMELIA (Androide Autónomo de Infiltración y Logística de Compromiso Militar), un nuevo robot hostil y rival de M3GAN.
- Aristóteles Athari como Christian, el novio de Gemma.
- Timm Sharp como Tim Sattler, un coronel del ejército.
- Jemaine Clement como Alton Appleton, un multimillonario tecnológico moralmente corrupto
- Amy Usherwood como Lydia, la terapeuta de Cady.

## Producción
En noviembre de 2022, The New York Times informó que Universal Pictures estaba satisfecha con el desempeño de taquilla de M3GAN y tenía planes para una secuela. En enero de 2023, Gerard Johnstone confirmó las conversaciones sobre una secuela, y James Wan explicó que tenía una "idea de hacia dónde irían las secuelas". Unas semanas más tarde, Universal confirmó una fecha de lanzamiento y que el título sería M3GAN 2.0 . Akela Cooper iba a volver a escribir el guion de la secuela y Johnstone también iba a volver a dirigir.
Allison Williams y Violet McGraw repiten sus papeles como Gemma y Cady, respectivamente. Amie Donald, Jenna Davis, Brian Jordan Alvarez y Jen Van Epps también repiten sus papeles de la película anterior, mientras que Ivanna Sakhno, Timm Sharp, Aristotle Athari y Jemaine Clement se unen al reparto principal. La fotografía principal comenzó en Auckland, Nueva Zelanda, el 15 de julio de 2024, y finalizó el 21 de septiembre, con una duración de 52 días. Chris Bacon compuso la banda sonora de la película.

## Estreno
M3GAN 2.0 tuvo su estreno mundial en Nueva York el 24 de junio de 2025 y se estrenó el 27 de junio. La película estaba originalmente programada para estrenarse el 17 de enero de 2025, y el 16 de mayo de 2025.

## Recepción

### Respuesta crítica
En el sitio web recopilador de reseñas Rotten Tomatoes, el 58% de las 108 reseñas de los críticos son positivas. El consenso del sitio web dice: « M3GAN 2.0 sustituye el software de terror del original por uno más orientado a la acción que no resulta ser una mejora, aunque la ingeniosa IA sigue siendo una mascota divertida para Slay». Metacritic, que utiliza una media ponderada, le asignó a la película una puntuación de 55 sobre 100, basándose en 27 críticos, lo que indica reseñas «mixtas o regulares».
Robbie Collin, de The Daily Telegraph, le dio a la película 4/5 estrellas, escribiendo: "En una secuela de una película donde un invento divertido acaba causando la muerte violenta de varios inocentes, ¿cómo lograr que uno de los supervivientes diga con seriedad: 'Bueno, chicos, ¿quién se apunta a construir otro?'. Esta escandalosa (aunque no especialmente aterradora) secuela tiene la medida de la absurdidad de la tarea en cuestión y se adentra en ella con una alegría contagiosa".  Clarisse Loughrey de The Independent también le dio 4/5 estrellas, calificándola de "una mezcla hiper- camp, tonta y divertida, inesperada de Terminator 2: el juicio final y Misión: Imposible " y "una conflagración bastante extraña de tonos e ideas. Pero también lo fueron la mayoría de las películas de Child's Play a las que esta serie debe gran parte de su ingenio, y el efecto de montaña rusa de nunca saber exactamente qué género podría sacar Johnstone a continuación es una parte clave de la diversión".
David Rooney, de The Hollywood Reporter, fue más crítico al escribir: «El humor se ve obligado a competir con una trama excesivamente complicada en una secuela que entrelaza sus raíces de comedia de terror con elementos de espionaje poco inspirados, convirtiéndose en una mezcolanza enrevesada con tintes de Terminator 2: El Juicio Final, Misión: Imposible y la franquicia Austin Powers ». Donald Clarke, de The Irish Times, le dio a la película 1/5 estrellas y escribió: «La secuela de M3GAN es absolutamente T3RRIBL3. Es como si nadie involucrado en ese cibershock de 2023 (Gerard Johnstone regresa a la dirección) tuviera idea de qué la convirtió en una película tan divertidísima». David Fear de Rolling Stone dijo: "Remodelar [M3GAN] de una potencial superestrella de franquicia de películas de terror a algo como Bond de M3GAN debe haber parecido una mejora. El resultado es más como el Microsoft Bob de las secuelas de terror. Su modelo es 2.0. La película, sobrecocida, decepcionante y narrativamente inquieta, en sí misma es 0.0 por ciento digna de ver".